# Poulainville
Poulainville é uma comuna francesa na região administrativa de Altos da França, no departamento de Somme. Estende-se por uma área de 12,6 km², com 1 373 habitantes, segundo os censos de 1999, com uma densidade de 108 hab/km².